# Lámina precordal
La lámina precordal o placa precordal es una estructura anatómica presente en el embrión (humano y de otros animales vertebrados) que aparece en la tercera semana tras la fecundación. Se sitúa entre la membrana bucofaríngea y la notocorda. Juega un papel importante en el desarrollo del prosencéfalo o cerebro anterior.
Aparece generalmente durante el séptimo de los estadios de Carnegie —aproximadamente 16 días—, aunque se ha llegado a observar en el estadio 6 y a veces no se confirma su presencia hasta el estadio 8.
El origen de la estructura no está claro. En algunos embriones está formado por células endodérmicas y en otros por células mesodérmicas, por lo que se le aplica el término de mesendodermo. Probablemente da origen a la condensación premandibular, la retina, los músculos extrínsecos del globo ocular, la tienda del cerebelo y podría contribuir parcialmente a la formación del corazón.
Los defectos en esta estructura se han asociado a anomalías congénitas como la holoprosencefalia, la agenesia del cuerpo calloso y la ciclopia. La causa de estos se relaciona con problemas en el gen SHH (Sonic hedgehog).